# Nowyj Batako
Nowyj Batako (ros. Новый Батако) – wieś w Rosji, w Osetii Północnej, w rejonie prawobierieżnym. W 2021 liczyła 2986 mieszkańców.